# PSR J0737-3039

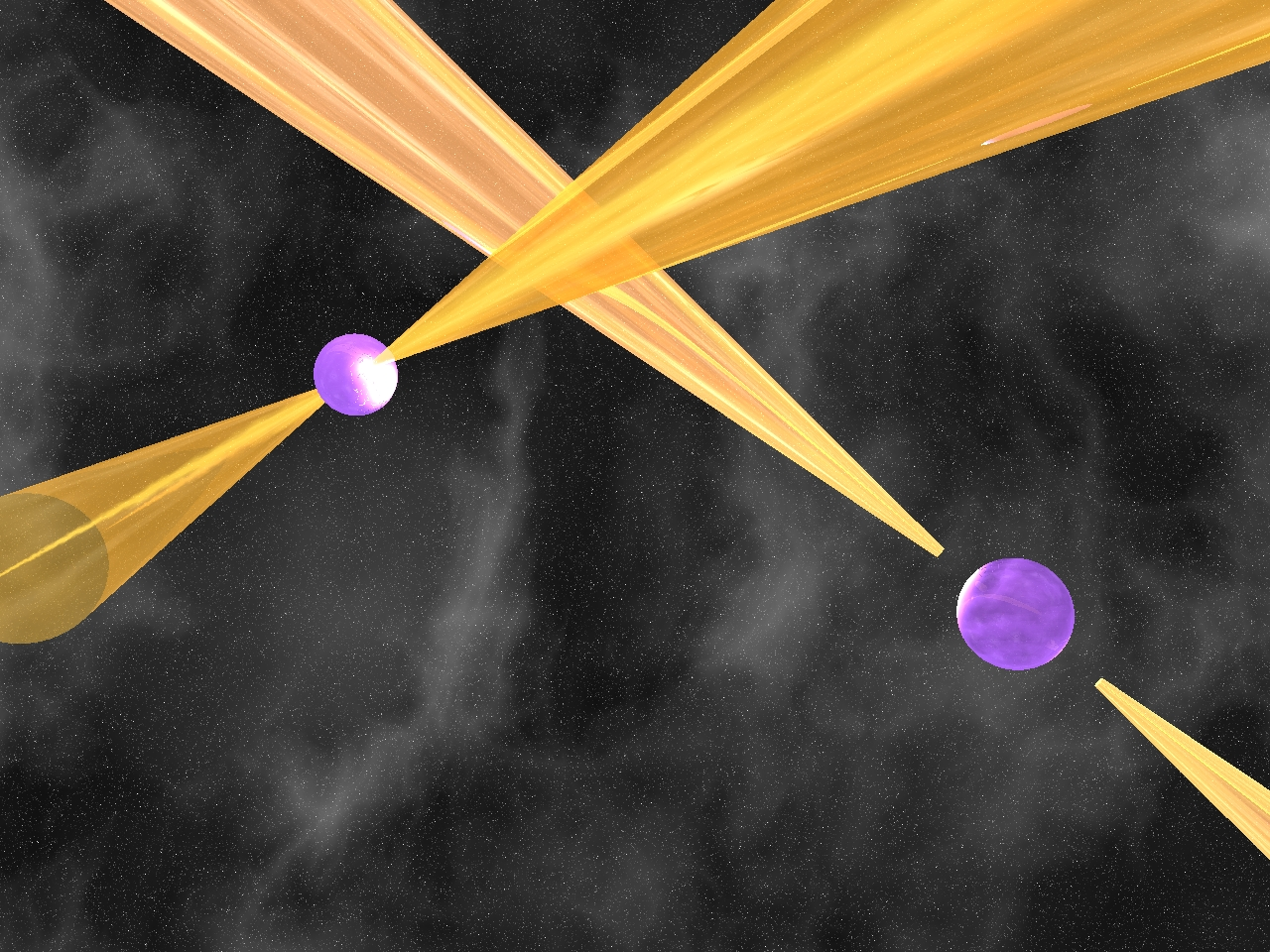
Nákres dvojhvězdy. Objekty nejsou v měřítku, pokud by měly velikost kuliček, byly by 225 m vzdálené. Viz také MPEG animace (2,4 MB)

PSR J0737-3039 je první známá dvojhvězda složená z pulsarů. Byla objevena v roce 2003.
Objekt tohoto typu umožňuje díky svým extrémním vlastnostem velmi přesné testování řady efektů teorie relativity. Díky tomu, že obě složky jsou pulsary, je možné velmi přesně změřit jejích vlastnosti i změny těchto vlastností v čase a porovnávat s předpověďmi teorie.

## Vlastnosti
- Doba oběhu kolem společného těžiště: 2,4 hodiny
- Složka A
  - Perioda pulsu: 23 millisekund
  - Hmotnost: 1,337 hmotnosti Slunce
- Složka B
  - Perioda pulsu: 2,8 s
  - Hmotnost: 1,250 hmotnosti Slunce

Pulsy složky B jsou pozorovatelné jen 20 minut z každého oběhu.